# 小行星528219
小行星528219（臨時編號：2008 KV42，暱稱：Drac）是一顆海王星外天體。它是第一顆被發現以逆行方向公轉的海王星外天體，其軌道傾角達到103°，接近垂直於黃道面。
小行星528219於2008年5月31日被發現，發現者是加拿大不列顛哥倫比亞大學的布雷特·J·格拉德曼領導的加拿大-法國黃道面調查小組（Canada–France Ecliptic Plane Survey）。小行星528219的近日點位於21天文單位，遠日點位於62.9天文單位。小行星528219軌道的高傾角被視為第九行星存在的證據之一。